# William Conyngham
William Burton Conyngham (1733 - 31 mai 1796) est un homme politique irlandais.

## Biographie
Il est né William Burton, le deuxième fils de Francis Burton et Mary Conyngham, sœur d'Henry Conyngham, 1er comte Conyngham . En 1781, il change de nom pour hériter des biens de son oncle.
Conyngham est député de 1761 à 1777 pour Newtown Limavady  de 1776 à 1777 ainsi que de 1783 à 1790 pour Killybegs. Entre 1776 et 1783 et de nouveau entre 1790 et 1796, il siège à la Chambre des communes irlandaise pour Ennis.
Il envisage une colonisation sur l'île de Rutland, en Irlande, auparavant peu peuplée, après avoir installé, à partir de 1784, des résidences et des locaux commerciaux, un bureau de poste, une école et une installation de débarquement et de traitement du poisson. L'île est restée habitée dans les années 1960.

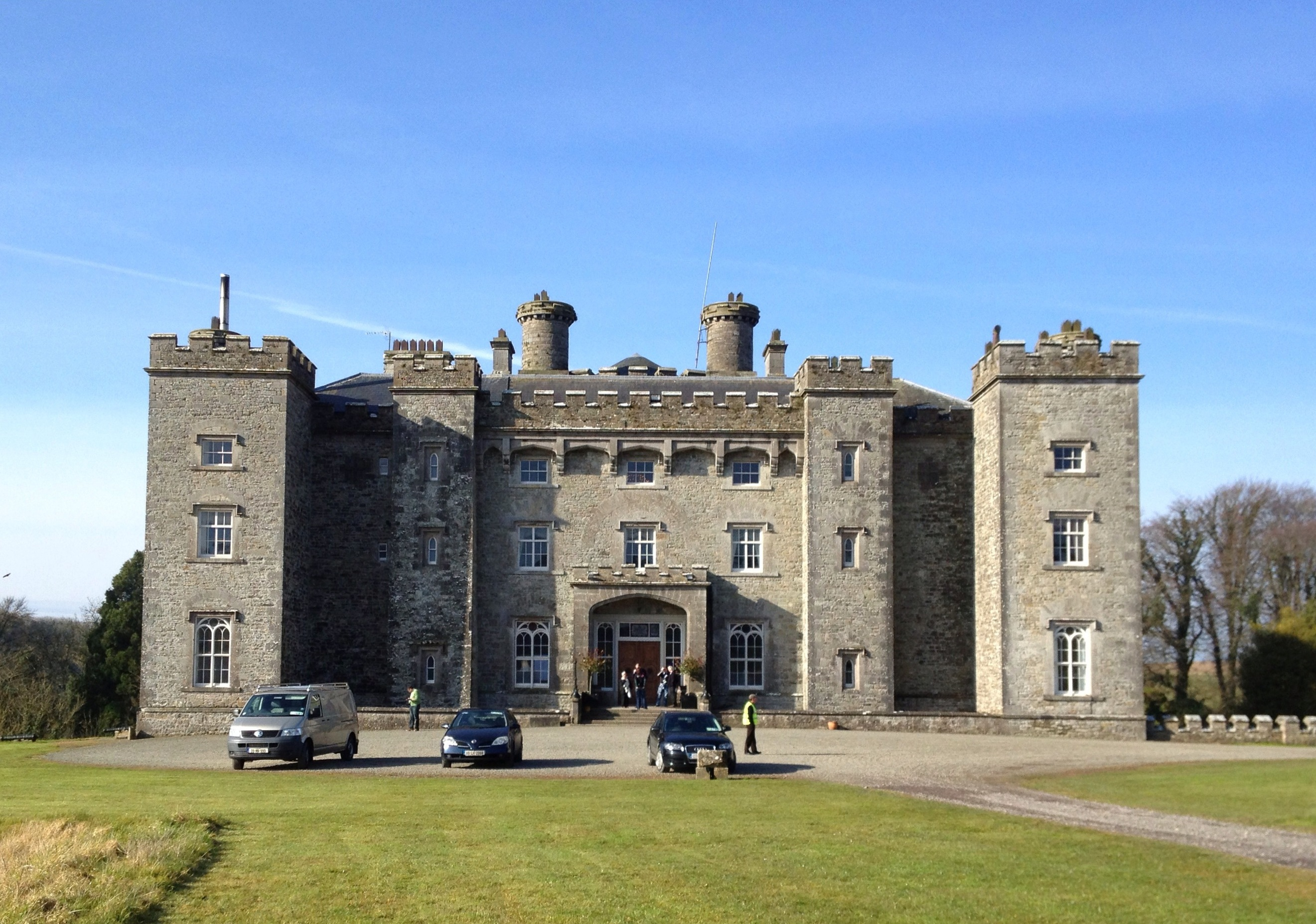
Château de Slane, comté de Meath.

En 1785, Conyngham entreprend la construction du château de Slane, assisté de son neveu Henry Conyngham (1er marquis Conyngham), sur un site surplombant la rivière Boyne à quelques kilomètres en amont du site de la bataille de la Boyne.
À partir de 1793, Conyngham est l'un des commissaires du Trésor irlandais.
Conyngham est plus célèbre aujourd'hui pour avoir offert la harpe du Trinity College au Trinity College de Dublin, qui est, depuis 1922, l'insigne de l'État libre d'Irlande et de la république d'Irlande. Une image a également été enregistrée comme marque Guinness en 1876 .